# Anemone lipsiensis
Anemone lipsiensis är en ranunkelväxtart som beskrevs av Günther von Mannagetta und Lërchenau Beck. Anemone lipsiensis ingår i släktet sippor, och familjen ranunkelväxter. Inga underarter finns listade i Catalogue of Life.